# CD9
Tetraspanin-29 (synonym CD9) ist ein Oberflächenprotein aus der Gruppe der Tetraspanine.

## Eigenschaften
CD9 wird von verschiedenen Blutzellen und Epithelzellen gebildet. Es ist an der Aktivierung von Thrombozyten, der Zelladhäsion und der Metastasierung beteiligt. CD9 ist notwendig für die Fusion von Spermium und Eizelle. Es ist glykosyliert, palmitoyliert und besitzt Disulfidbrücken.